# Трол (Тексас)
Трол (енгл. Thrall) град је у америчкој савезној држави Тексас. По попису становништва из 2010. у њему је живело 839 становника.

## Демографија
Према попису становништва из 2010. у граду је живело 839 становника, што је 129 (18,2%) становника више него 2000. године.
| Група             | 2000.       | 2010.       |
| Белци             | 384 (54,1%) | 490 (58,4%) |
| Афроамериканци    | 61 (8,6%)   | 57 (6,8%)   |
| Азијати           | 0 (0,0%)    | 1 (0,1%)    |
| Хиспаноамериканци | 255 (35,9%) | 284 (33,8%) |
| Укупно            | 710         | 839         |